# Binta Diarra
Binta Diarra, née le 15 décembre 1994, est une footballeuse malienne évoluant au sein de l'AS Real de Bamako ainsi qu'en équipe nationale du Mali.

## Biographie
Binta Diarra naît le 15 décembre 1994.
En 2018, elle dispute plusieurs matchs internationaux en équipe nationale  malienne.